# سالویتله
سالویتله (به ایتالیایی: Salvitelle) یک کومونه در ایتالیا است که در استان سالرنو واقع شده‌است. سالویتله ۹ کیلومتر مربع مساحت و ۶۰۹ نفر جمعیت دارد و ۶۳۰ متر بالاتر از سطح دریا واقع شده‌است.